# Csaba Vörös
Csaba Vörös (ur. 15 sierpnia 1954 w Szombathely) – węgierski piłkarz, występujący na pozycji obrońcy.

## Życiorys
W 1976 roku zadebiutował w pierwszej drużynie Szombathelyi Haladás, co miało miejsce 20 listopada w zremisowanym 0:0 spotkaniu z Zalaegerszegi TE. W 1979 roku spadł z klubem z NB I, jednak dwa lata później uzyskał ponowny awans do najwyższej węgierskiej klasy rozgrywkowej. W sezonie 1981/1982 wystąpił w pięciu meczach w ramach Pucharu Mitropa, zaś w 1988 roku rozegrał sześć spotkań w Pucharze Intertoto. W barwach Haladásu występował do 1989 roku, rozgrywając dla klubu 266 spotkań w NB I. Jedenaście razy wystąpił w olimpijskiej reprezentacji kraju. Był także powoływany do reprezentacji A, dwukrotnie będąc rezerwowym w meczach kadry, wystąpił także w nieoficjalnym meczu reprezentacji, zremisowanym 2:2 z SC Eisenstadt 8 września 1982 roku. W 1989 roku został zawodnikiem austriackiego SV Oberwart, występującego wówczas w Regionallidze. W sezonie 1991/1992 uzyskał z klubem awans do 2. Division. Piłkarską karierę zakończył w 1993 roku, ogółem rozgrywając 111 meczów ligowych dla SV Oberwart. W 2006 roku został zatrudniony jako dyrektor techniczny Szombathelyi Haladás.
Jest bratem Imre oraz ojcem Pétera, którzy także byli piłkarzami.

## Statystyki ligowe
| Sezon     | Klub                     | Liga         | Mecze | Gole |
| --------- | ------------------------ | ------------ | ----- | ---- |
| 1976/1977 | Szombathelyi Haladás VSE | NB I         | 19    | 1    |
| 1977/1978 | Szombathelyi Haladás VSE | NB I         | 29    | 0    |
| 1978/1979 | Szombathelyi Haladás VSE | NB I         | 7     | 0    |
| 1981/1982 | Szombathelyi Haladás VSE | NB I         | 33    | 1    |
| 1982/1983 | Szombathelyi Haladás VSE | NB I         | 24    | 1    |
| 1983/1984 | Szombathelyi Haladás VSE | NB I         | 27    | 1    |
| 1984/1985 | Szombathelyi Haladás VSE | NB I         | 29    | 1    |
| 1985/1986 | Szombathelyi Haladás VSE | NB I         | 15    | 0    |
| 1986/1987 | Szombathelyi Haladás VSE | NB I         | 30    | 2    |
| 1987/1988 | Szombathelyi Haladás VSE | NB I         | 26    | 2    |
| 1988/1989 | Szombathelyi Haladás VSE | NB I         | 27    | 2    |
| 1989/1990 | SV Oberwart              | Regionalliga | 29    | 1    |
| 1990/1991 | SV Oberwart              | Regionalliga | 23    | 0    |
| 1991/1992 | SV Oberwart              | Regionalliga | 26    | 1    |
| 1992/1993 | SV Oberwart              | 2. Division  | 33    | 1    |